# Adam Kępiński

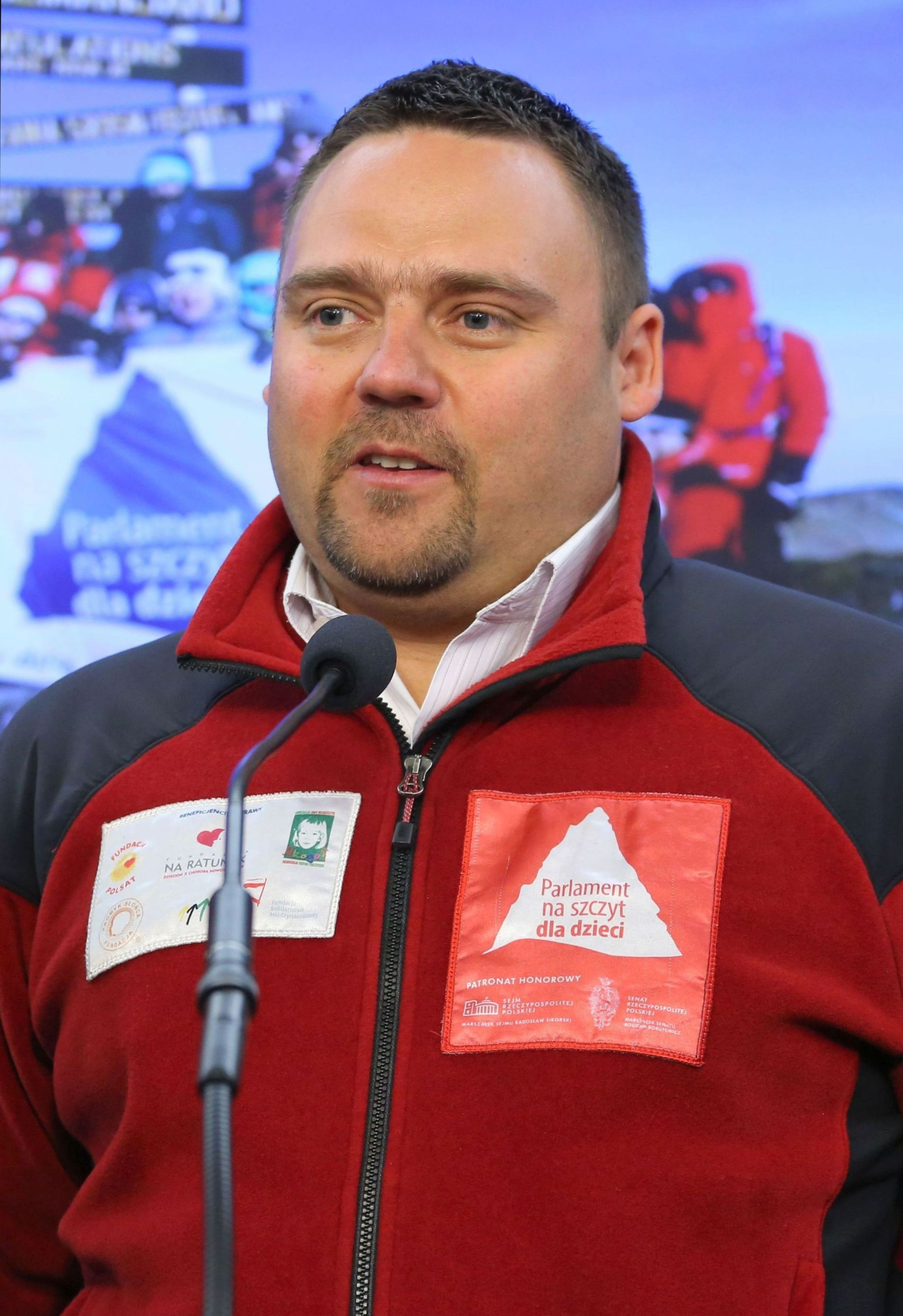
Adam Kępiński (2015)

Adam Krzysztof Kępiński (* 1975 in Ozimek) ist ein polnischer Politiker (Ruch Palikota, SLD). Er gehörte von 2011 bis 2015 dem Sejm in dessen VII. Wahlperiode an.

## Leben  und Beruf
Adam Kępiński studierte Volkswirtschaftslehre an der Universität Opole. Er führt sein eigenes Unternehmen, Gazon Spółka z o. o., das technische Geräte für Haushalte transportiert und moniert.
Adam Kępiński ist verheiratet und hat zwei Kinder.

## Politik
1999 begann Kępiński politisch aktiv zu werden, ab 2001 bis 2003 war er in leitender Funktion bei der Sojusz Lewicy Demokratycznej (SLD) in Ozimek. Bei den Selbstverwaltungswahlen 2010 kandidierte er als Parteiloser erfolglos um das Amt des Gemeindevorstehers von Chronstau. Im darauffolgenden Jahr trat er bei der Parlamentswahl 2011 für die Ruch Palikota im Wahlkreis 21 Opole an. Mit 11.175 Stimmen erhielt er ein Mandat für den Sejm. Am 22. Februar 2013 verließ Kępiński die Ruch Palikota und schloss sich wieder der SLD an. 2015 kandidierte er im Wahlkreis Opole für den Senat der Republik Polen, belegte aber mit etwa 4 % der Stimmen lediglich den sechsten Platz.